# Monte Corno (Gruppo di Brenta)
Il Monte Corno (1962 m s.l.m.) è un monte delle Dolomiti di Brenta nelle Alpi Retiche meridionali. Si trova nel Sottogruppo della Campa, in Val di Non, nel Parco naturale Adamello Brenta.

## Descrizione
È la montagna più alta della lunga costiera verdeggiante che si sviluppa a nord del Passo del Termoncello in continuazione della Catena della Campa: la catena comprende il Monte Alto (1899 m) a sud, il Monte Corno e a nord il Monte Sabbionare (1655 m).

## Escursioni
- Dal Passo del Termoncello seguendo la segnalazione rossa che porta alla Val Pudria. Si prosegue poi verso nord-est, toccando la cappellina (1820 m) eretta in memoria di Ivo Bergamo. Da qui ci si può dirigere verso Malga Arza, a sud-est, dalla quale si può scendere verso Cunevo o Termon.[2]

- Da Terres si può raggiungere il parcheggio della Galleria Terres-Tovel. Da qui si segue il sentiero SAT 368, con indicazioni Bivacco Genzianella e Rifugio Doss della Quarta. Raggiunta la località La Striza si segue la destra al bivio (830 m) fino a raggiungere località Splazöl de Via Ciava (1088 m). (Ore: 1.00) Da qui si sale seguendo la mulattiera fino alla località Prà del Toflét (1390 m), qui si prosegue a destra e si raggiunge il Bivacco Genzianella. (Ore: 1.20). Seguendo le indicazioni per il rifugio, si raggiunge il Rifugio Doss della Quarta. (Ore: 0.30). Da qui si può raggiungere la vetta del Monte Corno. (Ore: 1.10).[3][4]

## Ascensioni
- 30/31 agosto 1947: Fulvio Bergamo e Ivo Bergamo scalarono la parete nord-ovest che si staglia sopra la Val di Tovel. Ivo morì poco dopo aver scalato la parete e in sua memoria fu costruita una piccola cappella.[1][2]